# W. Brian Arthur
 (septembre 2024).
Si vous disposez d'ouvrages ou d'articles de référence ou si vous connaissez des sites web de qualité traitant du thème abordé ici, merci de compléter l'article en donnant les références utiles à sa vérifiabilité et en les liant à la section « Notes et références ».
Pour les articles homonymes, voir Arthur.
 (janvier 2023).
William Brian Arthur (né le 21 juillet 1946 à Belfast) est un économiste.  De 1983 à 1996, il a été doyen et professeur d’études démographiques et économiques à l’université Stanford. Ses travaux ont eu une grande influence dans la description de la théorie moderne des rendements croissants. Il enseigne à l'Institut de Santa Fe dont il a été l'un des fondateurs et ou il a dirigé son premier programme, l’économie comme système complexe en évolution. 
Il a  reçu le premier prix Lagrange en sciences de la complexité en 2008 et le prix Schumpeter en économie en 1990.
En octobre 2019, il est cité par le Guardian parmi les potentiels vainqueurs du prix Nobel d'économie.

## Principaux travaux
1989. Competing technologies, increasing returns, and lock-in by historical events. The economic journal. 
1994. Increasing returns and path dependence in the economy. University of michigan Press. 
2009. The nature of technology: What it is and how it evolves. WB Arthur - Free Press google schola, 2009 
1991. Designing economic agents that act like human agents: A behavioral approach to bounded rationality. The American economic review. 

## Ouvrages
1994. Increasing Returns and Path Dependence in the Economy.   University of Michigan Press
1994. Increasing Returns and Path Dependence in the Economy (Economics, Cognition, And Society)
1995. Complexity in economic and financial markets. Appeared  in  the  journal  Complexity, vol 1, no. 1, April, 1995
1997. The Economy As An Evolving Complex System II (Santa Fe Institute Series). CRC Press Taylor & Francis group.
2002. How Growth Builds Upon Growth in High-technology. Northern Ireland Economic Development Office.
2009. The Nature of Technology: What it Is and How it Evolves, The Free Press (Simon & Schuster) in  US, Penguin Books in  UK.
2013. Bon Record: A History of Aberdeen Grammar School
2015. Complexity and the Economy Oxford University Press
2020. Complexity Economics: Proceedings of the Santa Fe Institute's 2019 Fall Symposium